# Olde English 800
Olde English 800 és una marca de cervesa (malt liquor) estatunidenca elaborada per Miller Brewing Company. Va ser introduïda el 1964 i ha estat produïda per l'empresa des de 1999.

## Història
L'Olde English 800, també coneguda com 8 ball o Old E, es va introduir el 1964. Els seus orígens es remunten a finals de la dècada del 1940 com a Ruff's Olde English Stout, elaborada per Peoples Brewing Company a Duluth. Reanomenada Olde English 600, més endavant, es va vendre a Bohemian Breweries de Spokane i, després, a Blitz-Weinhard de Portland, on es va convertir en l'Olde English 800. Quan Blitz-Weinhard es va vendre a la Pabst Brewing Company el 1979, Olde English Malt Liquor s'havia convertit en la seva principal marca.
L'agost de 1989, quan la marca era propietat de Pabst Brewing Company, la cervesa es va enfocar cap al «mercat urbà contemporani», fet que va ser criticat pel seu alt contingut d'alcohol com un «èmfasi en els consumidors negres i hispans».
L'any 1992, Pabst Brewing Company va presentar Old English 800 Draft, un licor de malta filtrat en fred en lloc de pasteuritzat. Olde English va rebre la medalla d'or a la categoria American Style Specialty Lager el 1997. L'adquisició l'any 1999 d'Olde English 800 per part de Miller Brewing Company va significar l'augment de la seva quota del negoci de licors de malta als Estats Units d'Amèrica fins als al 36%.
El 2010, la versió ABW del 3,2% d'Olde English va ser qualificada com una de «les pitjors cerveses del món» per RateBeer.com, un lloc web de qualificació de cerveses.